# コローニ・FC188
コローニ・FC188（Coloni FC188）は、ロベルト・オーリが設計したフォーミュラ1カーで、1988年から1989年にかけてコローニチームによって使用された。

## FC188
1987年からF1参戦を果たしたコローニが、前年型コローニ・FC187を改良したマシン。エンジンはコスワースDFZを搭載、タイヤはグッドイヤー。ドライバーはガブリエル・タルキーニがドライブし、1988年シーズンでの最上位はカナダGPでの8位。
第12戦イタリアGPから、大きく改良された仕様が投入された。サイドポンツーンがコクピット後方まで下げられた短い仕様となり、コクピット頭上のロールバーを覆っていたカウルが廃され、リアカウル後端も短縮されショートタイプになるなど空力面が見直されたほか、エキゾーストパイプもこれまでよりマシン底部、下方から排気する形状に変更された。トランスミッション用のオイルクーラーがリアウイング支柱の根元に追加されるなど、これまでのF3000マシンの延長上にあったようなマシンからフォーミュラ1マシンの基準を満たすレベルへとアップデイトが施された。
FC188はシーズン通算では16戦中計7回予選落ち（その内6回は予備予選落ち）を喫した。

## スペック

### シャーシ
- シャーシ名 FC188
- 前トレッド 1,790 mm
- 後トレッド 1,650 mm
- タイヤ グッドイヤー

### エンジン
- エンジン名 コスワースDFZ
- 気筒数・角度 V型8気筒・90度
- 排気量 3,494cc
- 最大馬力 585馬力

## FC188B
新車コローニ・C3が完成するまでは前年型の改良型で出走し、エンジンもコスワースDFZの改良型であるコスワースDFRを搭載し、タイヤはピレリに変更された。第6戦以降からC3を使用した。89年シーズンはロベルト・モレノが3回、ピエール＝アンリ・ラファネルが1回決勝進出するもすべてリタイヤに終わり、残りのレースは予選及び予備予選落ちと、散々な1年となってしまった。

## スペック

### シャーシ
- シャーシ名 FC188B
- タイヤ ピレリ

### エンジン
- エンジン名 コスワースDFR
- 気筒数・角度 V型8気筒・90度
- 排気量 3,493cc

## F1における全成績
(key) （太字はポールポジション）
| 年     | シャシー     | エンジン                       | タイヤ | 車番 | ドライバー                   | 1    | 2    | 3   | 4    | 5    | 6    | 7    | 8    | 9    | 10  | 11  | 12  | 13  | 14   | 15   | 16  | ポイント | 順位 |
| ------ | ------------ | ------------------------------ | ------ | ---- | ---------------------------- | ---- | ---- | --- | ---- | ---- | ---- | ---- | ---- | ---- | --- | --- | --- | --- | ---- | ---- | --- | -------- | ---- |
| 1988年 | FC188 FC188B | フォード コスワース DFZ V8 3.5 | G      |      |                              | BRA  | SMR  | MON | MEX  | CAN  | DET  | FRA  | GBR  | GER  | HUN | BEL | ITA | POR | ESP  | JPN  | AUS | 0        | -    |
| 1988年 | FC188 FC188B | フォード コスワース DFZ V8 3.5 | G      | 31   | ガブリエル・タルキーニ       | Ret  | Ret  | Ret | 14   | 8    | DNPQ | DNPQ | DNPQ | DNPQ | 13  | NC  | DNQ | 11  | DNPQ | DNPQ | DNQ | 0        | -    |
| 1989年 | FC188C       | フォード コスワース DFR V8 3.5 | P      |      |                              | BRA  | SMR  | MON | MEX  | USA  | CAN  | FRA  | GBR  | GER  | HUN | BEL | ITA | POR | ESP  | JPN  | AUS | 0        | -    |
| 1989年 | FC188C       | フォード コスワース DFR V8 3.5 | P      | 31   | ロベルト・モレノ             | DNQ  | DNQ  | Ret | DNQ  | DNQ  |      |      |      |      |     |     |     |     |      |      |     | 0        | -    |
| 1989年 | FC188C       | フォード コスワース DFR V8 3.5 | P      | 32   | ピエール＝アンリ・ラファネル | DNPQ | DNPQ | Ret | DNPQ | DNPQ |      |      |      |      |     |     |     |     |      |      |     | 0        | -    |